# Путевая тележка ПКБ-1
Тележка путевая ПКБ-1 «Диплёр» («Диплор») — двухрельсовая четырёхколёсная путевая тележка. Предназначается для ручной перевозки рельсов, шпал и прочих материалов и путевых инструментов во время ремонта и текущего содержания верхнего строения пути. Как и другие разновидности путевых тележек, не имеет двигателя и перемещается вручную. При проведении работ тележки данного типа, как правило, используются попарно в сцепке.

## История
Тележка ПКБ-1 была разработана ПТКБ ЦП МПС и начала серийно производиться с 1958 года Конотопским вагоноремонтным заводом; в процессе серийного производства конструкция тележки неоднократно подвергалась незначительной модернизации. ПКБ-1 широко применялась в СССР и продолжает иметь большое распространение на постсоветском пространстве, применяясь практически повсеместно.

## Конструкция
ПКБ-1 состоит из сварной рамы, которая выполняется из двух швеллеров и двух траверс, в которых на шарикоподшипниках вращаются четыре цельнолштампованных колеса с неподвижными осями. Оси изолированы от рамы путём установки изоляционных шайб и втулок, благодаря чему на участках пути, которые оснащены автоблокировкой, колёса не оказывают влияния на показания её путевых сигналов.
| Ширина колеи, мм    | 1520 |
| Грузоподъёмность, т | 1,5  |
| Длина, мм           | 766  |
| Ширина, мм          | 2240 |
| Высота, мм          | 400  |
| Масса, кг           | 95   |